# HD240311
HD240311 — хімічно пекулярна зоря спектрального класу
B6 й має видиму зоряну величину в смузі V приблизно 10,4.

## Пекулярний хімічний склад
Зоряна атмосфера HD240311 має підвищений вміст 
Si
.